# Seznam členů Slovenské národní rady po volbách v roce 1981
Toto je seznam členů Slovenské národní rady po volbách v roce 1981, kteří zasedali v tomto nejvyšším zákonodárném sboru Slovenska. Celkem bylo zvoleno 150 poslanců.

## Abecední seznam poslanců
V závorce stranická příslušnost (pokud je známa).

### A–H
- RSDr. Ladislav Abrahám (KSS[1])
- Pavol Adamčík
- Viktor Antal (SSO[2])
- Andrej Antoš (KSS)[3]
- Mária Balážová
- PhDr. Ján Barilla (KSS)
- Ing. Alexander Bekényi (KSS)
- Milada Bellová
- Matúš Benyó (KSS)
- Ing. Branislav Bíroš (KSS[4])
- Ján Blcháč (KSS[5])
- Štefan Brezo
- JUDr. Kamil Brodziansky (Strana slobody)
- Ján Brondoš (KSS[6])
- Zita Bučeková
- prof. Ing. Juraj Buša, CSc. (KSS[7])
- prof. JUDr. Peter Colotka (KSS)
- prof. PhDr. Vladimír Černušák, CSc. (KSS[8])
- Ing. Alojz Čmelo (SSO)
- Ing. Jozef Ďurica (KSS[9])
- Elena Ďuricová
- Ing. Anna Erentová
- Štefan Fábry (KSS)
- MUDr. Klotilda Fabušová
- Ing. arch. Vladimír Fašang
- Jozef Feriančik (KSS[10])
- prof. JUDr. Jaroslav Filo, CSc.
- Vincent Földes
- Ing. Viera Fridrichová
- RSDr. Daniel Futej (KSS)
- Ing. Jaroslav Gábor
- Jozef Gála (KSS[11])
- Helena Gallová
- Ing. Ján Gregor (KSS)
- PhDr. Fedor Gulla (KSS[12])
- František Hagara (KSS[13])
- Štefan Hajdúch
- Ing. Július Hanus (KSS)
- Ľudmila Hasilová
- Ján Haško
- Anna Haššanová
- Ing. Ľudmila Hefková
- Imrich Hlaď (KSS)
- Juraj Hlinka (KSS)
- Gabriela Homolová
- Ing. Ondrej Horniak
- Štefan Horváth
- Peter Hricko
- Milan Hrošovský
- RSDr. Štefan Hrúzik (KSS[14])

### CH–R
- Karola Chlebová (KSS[15])
- Marta Chytilová
- Bohumil Chudý (KSS[16])
- Ing. Ján Jancík
- Ing. Ján Janovic, CSc. (KSS[17])
- Jaroslav Karas
- Božena Kiklošová
- Jarmila Kohútová
- prof. Ing. Emil Kopšo, CSc.
- Anna Koštrnová
- doc. dr. Fedor Kováč, CSc. (KSS[18])
- genpor. Jozef Kováčik
- Milada Kováčova
- Anna Kovalčíková
- RSDr. Ján Králik (KSS[19])
- Božena Kramárová
- Anna Kretová (KSS[20])
- Mária Krchníková
- Ernest Križan
- Dezider Krocsány (KSS[21])
- Ján Kubačka (KSS[22])
- Ing. Emil Kucharovič
- plk. František Kuľko
- Ján Kurjatko
- Ladislav Laczkó
- Anna Látková
- Ing. Štefan Lazar (KSS[23])
- MUDr. Viera Lehotská
- RSDr. Jozef Lenárt (KSS)
- Vojtech Ligárt
- Marta Liptáková
- RSDr. Elena Litvajová (KSS)
- Ing. Karol Lukáč
- Izidor Magyar
- doc. JUDr. Miloš Marko, CSc. (KSS[24])
- Ing. Ladislav Martinák (KSS)
- Viera Martinčicová (bezpartijní)
- Ing. Karol Martinka (KSS)
- Jozef Mašek
- Oľga Mattová
- Andrej Mazák
- Božena Mažárová
- Marta Mehešová
- Helena Mihalečková
- Ladislav Mihálik
- JUDr. Alojz Mikušínec
- národní umělec Vladimír Mináč (KSS)
- Ing. František Mišeje (KSS)
- František Mitana (Strana slobody[25])
- Jozef Mjartan (SSO)
- JUDr. Juraj Moravec
- ThDr. h. c. Gejza Navrátil
- Ing. Stanislav Novák, CSc. (SSO)
- Alfonz Pavlák
- Jozef Pecho
- Anna Petrovičová
- prof. JUDr. Ľudovít Pezlár, CSc. (KSS[26])
- Jozef Pinčák
- Ján Plkula
- Ing. Jozef Pócs
- Jozef Polák (SSO)
- Milan Porubovič
- Marta Potočková
- Oľga Pšúriková
- Jozef Ripču
- RSDr. Michal Roháč (KSS[27])
- Tibor Rucz

### S–Z
- Gizela Sárközyová
- Miroslav Smatana
- Pavel Smola
- zasloužilý umělec Ján Solovič (KSS)
- Karol Straka (KSS[28])
- RSDr. Elena Suchovská (KSS[29])
- Andrej Súlety (Strana slobody)
- Viliam Šalgovič, CSc. (KSS)
- RSDr. Karol Šavel (KSS)
- Anna Šimeková
- Ján Štencl (KSS)
- Elena Tkáčová
- Vojtech Tokarčík
- Tichomír Tóth
- Rozália Tóthová
- Bohuš Trávniček (KSS[30])
- Jozef Trepáč
- Martin Ušiak (KSS[31])
- Ing. Václav Vačok (KSS[32])
- Ladislav Vajányi (KSS[33])
- národní umělec Miroslav Válek (KSS)
- Dušan Vážan
- Ing. Emília Velacková
- Ing. Ján Veles (KSS[34])
- Brigita Vilkovská
- Petronela Višňovcová (KSS)
- František Vojtko
- Oľga Vršanská
- Daniel Zábojník
- akademik Jozef Zachar (KSS[35])
- Eva Zámečníková
- Peter Zerdahelyi
- PhDr. Michal Zozuľák (KSS)

* Poznámka: Jen poslanci zvolení do SNR ve volbách 1981, náhradníci a poslanci zvolení do SNR v doplňovacích volbách v následujících letech nejsou v seznamu zahrnuti.